# آشاوة
آشاوة هو مصيف يقع في محافظة دهوك ويبعد 4 كلم شرقي سرسنك، يقع في القسم الشمالي من سفح جبل كاره، يتواجد به مياه جارية تؤلف شلالات صغيرة، وقد بني فيه سد لأجل حفظ المياه فيه.